# Флаг Зимбабве
Государственный флаг Зимбабве (англ. Flag of Zimbabwe) — принят 18 апреля 1980 года.

## Описание и символика
Флаг Зимбабве представляет собой полотнище с семью горизонтальными полосами, расположенными в следующей последовательности: зелёная, жёлтая, красная, чёрная, красная, жёлтая, зелёная. В левой части полотнища — белый равносторонний треугольник, одна из сторон которого совпадает с левым краем флага. Две из сторон треугольника обрамлены в чёрный цвет. В центре треугольника находится изображение золотистой «птицы Зимбабве» (резная статуэтка из стеатита, найденная в руинах Большого Зимбабве), на заднем плане которой — пятиконечная красная звезда.
Основные цвета государственного флага Зимбабве: зелёный, жёлтый, красный, чёрный, белый. Цвета имеют следующее значение:
- Зелёный цвет символизирует сельское хозяйство и сельские районы Зимбабве.
- Жёлтый цвет символизирует богатство полезными ископаемыми.
- Красный цвет олицетворяет кровь, пролитую во время войны за независимость.
- Чёрный цвет олицетворяет наследие и этническую принадлежность коренных африканских народов Зимбабве.
- Белый цвет символизирует мир[2].

Птица символизирует историю Зимбабве, красная звезда — революционную борьбу за свободу и мир.

## Таблица флагов Зимбабве

### Государственные флаги
| Флаг | Дата   | Использование                 | Описание |
| ---- | ------ | ----------------------------- | --- |
|      | 1980 — | Государственный флаг Зимбабве | Семь горизонтальных линий с треугольником в левой части, на котором изображены пятиконечная звезда и «птица Зимбабве». |

### Президентский флаг
| Флаг | Дата  | Использование            | Описание                                                                 |
| ---- | ----- | ------------------------ | ------------------------------------------------------------------------ |
|      | 1987— | Флаг Президента Зимбабве | Элементы флага Зимбабве с изображением герба страны в центральной части. |

### Военные флаги
| Флаг | Дата   | Использование                      | Описание |
| ---- | ------ | ---------------------------------- | --- |
|      | 1980 — | Флаг Национальной армии Зимбабве   | Красное полотнище с гербовым щитом в центре, на котором изображена «птица Зимбабве» жёлтого цвета на зелёном фоне. Щит обрамлён жёлтой полоской. Под щитом лента с девизом «Zimbabwe National Army».      |
|      | 1980 — | Флаг Военно-воздушных сил Зимбабве | Голубое полотнище, в верхнем левом углу которого находится изображение флага Зимбабве, а в правой части — «птицы Зимбабве» и орла с раскрытыми крыльями.                                                  |
|      | 1980 — | Флаг Сил обороны Зимбабве          | Флаг из двух равных вертикальных половин красного и синего цветов. В центре — изображение «птицы Зимбабве», под ним — орёл с раскрытыми крыльями, два копья и лента с надписью «Zimbabwe Defence Forces». |

### Исторические флаги
| Флаг | Дата                                           | Использование                             | Описание |
| ---- | ---------------------------------------------- | ----------------------------------------- | --- |
|      | 1896—1923                                      | Флаг Британской Южно-Африканской компании | В основе флага — флаг Британии, в центре — логотип компании с надписью «B.S.A.C.».                                                                                                  |
|      | апрель 1927 — 07.09.1953                       | Флаг Южной Родезии                        | Синее полотнище, в верхнем левом углу которого находится изображение флага Великобритании, в правой части — герб Южной Родезии.                                                     |
|      | 07.09.1953 — 31.12.1963                        | Флаг Федерации Родезии и Ньясаленда       | Синее полотнище, в верхнем левом углу которого находится изображение флага Великобритании, в правой части — герб, символизирующий Северную Родезию, Южную Родезию и Ньясаленд.      |
|      | 08.04.1964 — 11.11.1968                        | Флаг Родезии                              | Светло-голубое полотнище, в верхнем левом углу которого находится изображение флага Великобритании, в правой части — герб Родезии.                                                  |
|      | 11.11.1968 — 01.09.1979                        | Флаг Родезии                              | Флаг с тремя равными вертикальными полосами (зелёная, белая, зелёная), на белой полосе — герб Родезии.                                                                              |
|      | 02.09.1979 — 12.12.1979 де-факто до 18.04.1980 | Флаг Зимбабве-Родезии                     | Флаг из трёх горизонтальный полос в правой части флага (красной, белой, зелёной) и одной чёрной вертикальной полосы — в левой части. На чёрной полосе — изображение птицы Зимбабве. |